# Tom & Viv
Tom & Viv är en brittisk-amerikansk långfilm från 1994 i regi av Brian Gilbert, med Willem Dafoe, Miranda Richardson, Rosemary Harris och Tim Dutton i rollerna. Miranda Richardson blev både Oscars- och Golden Globe-nominerad för sin roll som Vivienne Haigh-Wood. Tom & Viv bygger på en pjäs av Michael Hastings, som även varit med och skrivit filmens manus.

## Handling
Filmen beskriver förhållandet mellan den amerikansk-brittiske poeten T.S. Eliot (Willem Dafoe) och hans fru Vivienne Haigh-Wood (Miranda Richardson).

## Rollista
| Willem Dafoe       | – T.S. Eliot          |
| Miranda Richardson | – Vivienne Haigh-Wood |
| Rosemary Harris    | – Rose Haigh-Wood     |
| Tim Dutton         | – Maurice Haigh-Wood  |
| Nickolas Grace     | – Bertrand Russell    |
| Geoffrey Bayldon   | – Harwent             |
| Clare Holman       | – Louise Purdon       |
| Philip Locke       | – Charles Haigh-Wood  |
| Joanna McCallum    | – Virginia Woolf      |
| Joseph O'Conor     | – Biskopen i Oxford   |
| John Savident      | – Sir Frederick Lamb  |
| Michael Attwell    | – W.I. Janes          |
| Sharon Bower       | – Sekreterare         |
| Linda Spurrier     | – Edith Sitwell       |
| Roberta Taylor     | – Ottoline Morrell    |

## Utmärkelser

### Nomineringar
- Oscar: Bästa kvinnliga huvudroll (Miranda Richardson), Bästa kvinnliga biroll (Rosemary Harris)
- BAFTA: Bästa kvinnliga huvudroll (Miranda Richardson), Bästa film
- Golden Globe: Bästa kvinnliga huvudroll (Miranda Richardson)